# Панно Київського центрального автовокзалу
Моза́їки автовокза́лу — декоративна мозаїчна композиція в інтер'єрі Київського центрального автовокзалу (Деміївська площа, 3), яка складається з близько десяти панно.

## Історія створення
У 1957—1961 роках за проєктом архітекторів Авраама Мілецького, І. Н. Мельника й Едуарда Більського збудували Київський центральний автовокзал.
Комплексним вирішенням інтер'єру автовокзалу займались українські художники Ада Рибачук і Володимир Мельниченко у 1960—1961 роках.
Будинок центрального автовокзалу в Києві — перша спільна робота архітектора Авраама Мілецького і творчого дуету Ади Рибачук і Володимира Мельниченка. Митці зробили дизайн, кольорову пластику, декоративно-монументальні роботи і ескізи панно для цієї будівлі.
У травні 2015 року почалася масштабна реконструкція Центрального автовокзалу. Повністю оновили інтер'єр будівлі. Новина про реконструкцію викликала занепокоєння у митців і культурологів щодо можливого знищення мозаїки. Проте, як і запевнило керівництво автостанції, всі мозаїчні композиції були збережені і відновлені.

## Опис
Стіни інтер'єру автовокзалу прикрашають близько десяти мозаїк. Візерунками з каменю облицьовані також колони у фоє. На них зображені київські пейзажі, столичні автотраси, автомобілі й автобуси, а також Москва — тодішній обов'язковий ідеологічний атрибут залежності України.
У мозаїчно-керамічному панно використовувалося поєднання керамічної плитки й кольорових цементів.
Як зазначила авторка Ада Рибачук, під час оформлення приміщень важливо замислюватися про те, хто і з яким настроєм буде приходити в той чи інший простір. На її переконання, важливо думати не тільки про колір стін, але і про їхню пластику.

## Галерея

Композиції в інтер’єрі автовокзалу